# کرولوو موست
کرولوو موست (به لهستانی:  Królowy Most) یک روستا در لهستان است که در گمینا گرودک واقع شده‌است.
 کرولوو موست  ۹۰ نفر جمعیت دارد.